# Комментарии (интернет-издание)
Комментарии (интернет-издание) («Коментарі», «КомментарииУА», Comments.ua) — украинский двуязычный (рус., укр.) информационно-аналитический портал основанный медиахолдингом «Еволюшен медиа» в 2002 году как русскоязычный еженедельник «Комментарии» и веб-портал «ProUA». Регистрацию холдинга было завершено 23 октября 2003 года в Киеве, конечным бенефициаром был Виталий Гайдук. В 2013 году холдинг сменил собственника на Sherell Limited (Кипр), который связывали с опальным миллиардером Сергеем Курченко. В настоящее время права на «Комментарии» принадлежат предпринимателю Виктору Гольдскому, который приобрёл часть медиаактивов холдинга в 2018 году. В 2019 году начат процесс реорганизации и ребрендинга в одноименную медиагруппу «Комментарии». По итогам исследования украинского медиарынка от USAID-INTERNEWS (2019), «Комментарии» заняли 17-ю позицию в Топ-20 интернет-СМИ Украины с долей рынка в 2 % от общей аудитории.

## История
Релиз печатного издания «Комментарии» состоялся в 2002 году . Портал ProUA был запущен в 2003 году, а ТМ «ProUA» зарегистрирована в 2004-м .
В следующем году была зарегистрирована ТМ «Комментарии», под которым издавалась еженедельная газета. В том же 2005 году название портала ProUA изменили на «КомментарииУА» (Comments.ua), что объединило печатные и онлайн-активы под одним брендом.
С 2007 года «Комментарии» становятся медиагруппой: в 2007 году запускается первое региональное интернет-издание с собственной редакцией «Комментарии: Киев» с сайтом на русском языке, потом были запущены аналогичные автономные медиа в Харькове, Одессе, Днепропетровске, Луганске и Донецке, а последним было онлайн-издание «Комментарии: Запорожье» — 2011 рік.
В декабре 2013 года, в период противостояния на Евромайдане, Виталий Гайдук продал холдинг Evolution Media вместе со всеми активами малоизвестной кипрской компании «Шерелл Лимитед», которую СМИ связывали с предпринимателем Сергеем Курченко (ныне проживает в РФ, в Украине в розыске). В знак протеста с этим, большая часть редакции, включая главного редактора Вадима Денисенко, уволились. С 2014 года медиахолдинг переживал кризис в связи с финансовыми проблемами из-за ареста счетов Курченко.
В 2018 году медиаактивы под брендом «Комментарии» были выведены из собственности ООО «Еволюшен медиа» и проданы частному предпринимателю Виктору Гольдскому, который с 2015 года занимал должность заместителя генерального директора по экономике ООО «Украинский Медиа Холдинг» и известен благотворительными проектами в Киеве, такими как фонд «Забота поколений».
С 2019 года началась реорганизация и ребрендинг медиагруппы «Комментарии» чтобы избавиться от негативного имиджа прошлых собственников, для чего было создано маркетинговое агентство ToShoNado. На сайте агентства отмечено, что аудитория изданий медиа-группы Виктора Гольдського достигает 15 млн читателей в месяц.

## Текущая деятельность
Интернет-издание «Комментарии» освещает широкий спектр тем, но центральными сюжетами являются политика, общество и экономика. Особенностью издания является ориентация на прямую речь — комментарии экспертов присутствуют в большинстве публикаций.
«Комментарии» периодически участвуют в антикоррупционных инициативах международных организаций, таких как USAID. Например, издание было медиапартнёром проекта «Regional monitoring and analysis for 100 % of Life» при поддержке БФ «Всеукраинская сеть людей с ВИЧ» та USAID.
Кроме антикоррупционных инициатив, «Комментарии» продвигают экологические проекты. на данный момент Виктор Гольдский владеет правами на ТМ «Эко-офис», который проводит вместе с «Комментариями» ежегодный фестиваль «День Земли». В 2011 году редакция «Комментариев» была награждена за «Лучший социальный проект» по версии Green Awards Ukraine.

## Рейдерская атака на издание 2019 года
12 июня 2019 года на странице Виктора Гольдского появилось сообщение об атаке на «Комментарии»: неизвестные получили доступ к серверам и удалили важные для работы данные  — сайты медиагруппы «Комментарии» в Киеве и регионах временно прекратили работу. Позднее издания восстановили работу на других серверах, а менеджмент компании подал заявление в правоохранительные органы. Журналистское расследование самих «Комментариев» показало, что исполнителями атаки были Сергей Павленко та Евгений Гуторов, связанные с предыдущими собственниками издания, информация о чем была направлена в полицию. Следственные действия продолжаются.